# Горњи Краљевец (Вратишинец)
Горњи Краљевец је насељено место у саставу општине Вратишинец у Међимурској жупанији, Хрватска. До територијалне реорганизације у Хрватској налазио се у саставу старе општине Чаковец.

## Становништво
На попису становништва 2011. године, Горњи Краљевец је имао 592 становника.

## Попис1991.
На попису становништва 1991. године, насељено место Горњи Краљевец је имало 874 становника, следећег националног састава:
| Попис 1991.‍ | Попис 1991.‍ | Попис 1991.‍ | Попис 1991.‍ | Попис 1991.‍ |
| ----------- | ----------- | ----------- | ----------- | ----------- |
|             |             |             |             |             |
| Хрвати      | Хрвати      |             | 848         | 97,02%      |
| Словенци    | Словенци    |             | 7           | 0,80%       |
| Срби        | Срби        |             | 2           | 0,22%       |
| непознато   | непознато   |             | 17          | 1,94%       |
| укупно: 874 |             |             |             |             |